# VHV Gruppe

Zentrale am VHV-Platz 1 in Hannover

Die VHV Gruppe in Hannover ist ein deutsches Unternehmen für Versicherungen, Vorsorge und Vermögen, welches innerhalb Deutschlands und im Ausland als Erstversicherer und Rückversicherer tätig ist. Die Versicherungsgruppe gehört zu den 20 führenden Erstversicherungsgruppen sowie zu den größten drei Kfz-Versicherern in Deutschland. Außerdem gilt die VHV-Gruppe als führender deutscher Bau- und Kreditversicherer und gehört zu den größten 15 niedersächsischen Unternehmen im Hinblick auf ihre Wertschöpfung.

## Geschichte

### Bis 2003 – Unabhängige Unternehmen
Die VHV Gruppe entstand durch den Zusammenschluss verschiedener Versicherer aus der Region Hannover. 1875 und 1919 wurden in Hannover die Kerngesellschaften der heutigen VHV Gruppe als Versicherungsvereine auf Gegenseitigkeit gegründet. Die VHV Allgemeine Versicherung AG für die privaten und gewerblichen Sach-, Haftpflicht- und Unfallversicherungen und technische Versicherungen gingen aus der Haftpflicht-Versicherungsanstalt der Hannoverschen Baugewerks- und Berufsgenossenschaft hervor. Sie wurde von drei Bauunternehmern als Selbsthilfeeinrichtung errichtet und zählte Ende 1919 337 Mitglieder. 1924 wurde sie zur „Haftpflicht-Versicherungsanstalt des Deutschen Baugewerbes“ erweitert, ehe 1941 durch Fusionen die „Vereinigte Haftpflichtversicherung“ entstand. Heute weist die VHV als Spezialversicherer weiterhin eine starke Stellung im Bereich Bauwirtschaft auf und ist als Versicherer von Großprojekten wie der Elbphilharmonie oder dem Reichstagsgebäude in Erscheinung getreten. Als Marktführer (Marktanteile ca. 23,6 Prozent) in diesem Segment ist die VHV maßgeblich am Institut für Bauforschung e. V. beteiligt mit dem Ziel gewonnene Erkenntnisse zur Schaden- und Risikominimierung interessierten Unternehmen zur Verfügung zu stellen.
Die Hannoversche Lebensversicherung AG für Altersvorsorge ist dagegen der Nachfolger des preußischen Beamten-Vereins und Deutschlands ältester Direktversicherer und ist ursprünglich durch das Schlagwort der agentenlosen Werbung bekannt geworden. 1935 öffnete sich der Versicherungsverein auch für Personen, die keine preußischen Beamten waren. Die Hannoversche ist heute Marktführer im Bereich Risikolebensversicherungen und weist mit 1,56 Prozent eine der niedrigsten Stornoquoten im deutschen Lebensversicherungsmarkt auf. Beide Unternehmen fusionierten 2003 zur VHV Gruppe (Vereinigte Hannoversche Versicherung).
In Deutschland unterhält die Versicherungsgruppe Niederlassungen u. a. in Berlin, Köln, München und Hamburg sowie deutschlandweit Geschäftsstellen.

### 2004–2009 – Restrukturierung
2004 erfolgte die Gründung des Spezialversicherers VHV Lebensversicherung AG, welcher sich auf Vorsorgelösungen in der betrieblichen Altersvorsorge und der GGF-Versorgung im Baubereich spezialisiert hat. In Folge von Umstrukturierungen nach der Fusion wurde 2005 die VHV solutions GmbH gegründet, welche IT und Backofficeaufgaben übernimmt. Die Konzernmuttergesellschaft, die VHV Vereinigte Hannoversche Versicherung, hält weiterhin an der Rechtsform eines Vereins auf Gegenseitigkeit fest, weshalb Gewinne u. a. zur Stärkung der Unternehmenssubstanz verwendet werden und Ziele nicht an einem kurzfristigen Shareholder Value ausgerichtet werden. Aufgrund der Kapitalstärke erhielt die VHV-Gruppe 2016 ein A-Rating mit positivem Ausblick von Standard & Poor’s, ehe das Rating im April 2017 auf A+ angehoben wurde. Dieses Rating wurde zuletzt 2022 bestätigt. Damit ist die Versicherungsgruppe der erste Versicherungskonzern in Deutschland seit 2014, dessen Bonitätsrating sich verbessert hat.
2006 erfolgte die Übernahme der in Hamburg gegründeten Wave Management AG, die seitdem als konzerninterner Dienstleister das Asset Management für die VHV-Gruppe übernimmt. Zudem erbringt die Wave Management AG Dienstleistungen für institutionelle Drittkunden wie kleine und mittelständische Versicherungen, Pensionskassen, Versorgungswerke und Stiftungen. Um flächendeckender in den Direktversicherungsmarkt einzusteigen, wurde die Hannoversche Direktversicherung AG gegründet und seit Herbst 2007 werden von ihr auch Kfz-Produkte im Direktvertrieb verkauft. Im Jahr 2007 hat die VHV ebenfalls die Al Ahli Takaful Company in der Stadt Dschidda in Saudi-Arabien als Joint Venture mit der National Commercial Bank und der FWU gegründet, die insbesondere sharia-konforme Lebensversicherungen anbietet.
Aufgrund wachsender Kunden- und Mitarbeiterzahlen erfolgte ein Neubau am VHV-Platz 1, der 2009 fertig gestellt wurde.

### Seit 2010 – Internationalisierung und Digitalisierung
2011 wurde der Sitz der Wave Management AG von Hamburg an die Konzernzentrale in Hannover verlegt, um die Geschäftstätigkeit zu konzentrieren. 2014 wurde das Projekt „ThinkFit“ gestartet mit dem Ziel die IT-Infrastruktur technisch zu erneuern und damit die Voraussetzungen für die Digitalisierung zu schaffen.
Im Rahmen der Digitalisierung führte die VHV 2015 als erster großer Kfz-Versicherer in Deutschland einen sogenannten Telematiktarif ein. 2015 wurde weiterhin die VHV Leben mit der Hannoversche Leben verschmolzen. Als Grund für die Übertragung der VHV Leben auf die HL wurden hohe regulatorische Aufwendungen genannt, wodurch zwei Risikoträger nicht mehr gerechtfertigt seien. Seit 2017 ist die VHV Allgemeine Versicherung neuer Innovationspartner für das “Innovation-Lab” des Insurtechs Wefox mit dem Ziel die Digitalisierung im Interesse von Maklern, Versicherern und Kunden durch gemeinsame Workshops, den Aufbau gemeinsamer Standards sowie durch Wissenstransfer zu beschleunigen.
Die VHV weist eine starke regionale Konzentration in Deutschland auf, hat jedoch bereits frühzeitig eine Internationalisierung im deutschsprachigen Raum angestrebt. 1973 wurde die VAV in Wien gegründet, wodurch die VHV-Gruppe sich im österreichischen Markt positionierte. Über die österreichische Tochter werden ebenfalls schwerpunktmäßig KfZ-Versicherungen sowie Bau- und Haftpflichtversicherungen angeboten. Aufgrund der zunehmenden Bedeutung grenzüberschreitender Bauprojekte internationalisiert der Versicherer zunehmend sein Baugeschäft. Dazu wurde 2008 eine Beteiligung am schweizerischen Unternehmen Nationale Suisse erworben. Sukzessive erfolgt eine Expansion in anderen europäischen Märkten. Die Gruppe bietet Versicherungsschutz bei Bauprojekten in Frankreich an. Zudem expandiert die VHV-Gruppe in verschiedenen europäischen Märkten wie Italien, Spanien, der Schweiz und der Türkei, dem mittleren Osten und Asien. Für den türkischen Versicherungsmarkt wurde 2015 das Rückversicherungsunternehmen, VHV Reasürans, gegründet. Rückversicherungsschutz wird hierbei insbesondere für Bauwerke wie Tunnel oder Hochhäuser, Energiequellen wie Solarzellen oder kommerziell genutzte Gebäude wie Fabriken, Krankenhäuser oder Flughäfen angeboten.
2016 konnte die VHV ihre Vertragszahlen im Komposit- wie im Lebensbereich erstmals in der Unternehmensgeschichte auf über 10 Millionen Verträge ausbauen. Im Jahr 2017 wurde die Hannoversche Direktversicherung rückwirkend zum 1. Januar 2017 auf die VHV Allgemeine Versicherung AG aus Gründen der gesteigerten Kosteneffizienz verschmolzen. Gleichzeitig wurde das größte Digitalisierungsprojekt der Unternehmensgeschichte „go digital“ eingeleitet. Zudem wurden erstmals in der Unternehmensgeschichte mehr als 3 Milliarden verdiente Bruttobeiträge eingenommen, davon circa ein Drittel durch Lebensversicherungen und zwei Drittel durch Kompositversicherungen. Zur Stärkung der Präsenz auf dem französischen Versicherungsmarkt wurde 2021 eine Niederlassung in Paris gegründet. Im Jahr 2022 wurde die ITAS-Tochtergesellschaft Assicuratrice Val Piave SpA (später umbenannt in VHV Italia) mit Sitz im norditalienischen Belluno erworben, um das Wachstum im italienischen Markt zu forcieren. Darüber hinaus wurde im selben Jahr die Erstversicherungsgesellschaft Dubai Sigorta (später umbenannt in: VHV Sigorta) in der Türkei durch die Rückversicherungstochter VHV Reasürans akquiriert. Mit einer Solvenzquote von 303,4 Prozent im Jahr 2022 zählt die VHV Gruppe zur Spitzengruppe, der am besten finanzierten Versicherer in Deutschland und in Europa.
Um den Ausbau des internationalen Geschäfts weiter zu fördern, wurde 2023 mit der VHV international SE eine Auslandsholding gegründet. Im Jahr 2024 wurden auch Kooperationen zur Erschließung der skandinavischen Märkten etabliert. Im Jahr 2024 betrugen die Beitragseinnahmen erstmals mehr als 4 Milliarden Euro. Davon wurden ca. 525 Millionen Euro im Ausland erwirtschaftet.

## Wesentliche Beteiligungen
Die VHV hält mittelbare und unmittelbare Beteiligung an verschiedenen Unternehmen. Seit 1995 ist die VHV Aktionär der E+S Rück. Seit dem Jahr 2000 ist die VHV mit 25 Prozent an der Deutsche Rückversicherung Schweiz AG, einer Konzerntochter des Deutsche-Rück Konzerns, beteiligt. Seit 2002 ist die VHV Vereinigte Hannoversche Versicherung an dem Spezialversicherer Extremus Versicherungs AG beteiligt, der Terrorrisiken versichert. Ferner ist die VHV als Aktionär mit 34,02 % an der NRV-Rechtsschutz beteiligt. Im Jahr 2012 hat die VHV eine 40-prozentige Beteiligung am türkischen Versicherungsmakler NART Sigorta erworben, um den türkischen Versicherungsmarkt zu erschließen. Die VHV besitzt eine Fördermitgliedschaft an der italienischen ITAS Versicherungsgruppe, einem italienischen Versicherungsverein, und entwickelt mit ihr Dienstleistungen und Produkte insbesondere für den italienischen Markt. Durch den Erwerb der Mehrheiten an dem Digitalisierungspezialisten Eucon mit Sitz in Münster und der Intereurope mit Sitz in Düsseldorf werden versicherungsnahe Dienstleistungen stärker ausgebaut. Die VHV hat sich 2025 am Maklerpool BCA beteiligt.

## Geschäftszahlen für den Konzern (nach HGB)
| Jahr                                | 2009    | 2010    | 2011    | 2012    | 2013    | 2014    | 2015    | 2016    | 2017    | 2018    | 2019    | 2020    | 2021    | 2022    | 2023    | 2024     |
| ----------------------------------- | ------- | ------- | ------- | ------- | ------- | ------- | ------- | ------- | ------- | ------- | ------- | ------- | ------- | ------- | ------- | -------- |
| Konzernergebnis (Mio. Euro)         | 24,7    | 35,7    | 108,9   | 72,7    | 52,6    | 103,8   | 140,1   | 127,8   | 156,1   | 233,3   | 191,8   | 183,0   | 289,8   | 182,1   | 216,5   | 253,9    |
| Gebuchte Bruttobeiträge (Mio. Euro) | 2.230,1 | 2.330,4 | 2.377,7 | 2.460,5 | 2.624,5 | 2.687,3 | 2.720,9 | 2.871,9 | 3.041,9 | 3.151,2 | 3.244,0 | 3.509,1 | 3.616,0 | 3.738,5 | 3.973,9 | 4.183,2  |
| Eigenkapital (Mio. Euro)            | 554,9   | 650,8   | 764,8   | 838,5   | 889,8   | 993,9   | 1.140,6 | 1.265,9 | 1.415,4 | 1.645,1 | 1.836,9 | 2.016,3 | 2.316,7 | 2.491,5 | 2.691,8 | 2.6833,8 |
| Mitarbeiter zum 31.12. (Anzahl)     | 2.686   | 2.880   | 2.796   | 2.713   | 2.704   | 2.798   | 2.897   | 3.010   | 3.090   | 3.202   | 3.233   | 3.301   | 3.678   | 4.033   | 4.320   | 4.574    |
| Anzahl Verträge (in Mio.)           | 8,2     | 8,5     | 8,2     | 8,4     | 9,0     | 9,1     | 9,5     | 10,1    | 10,5    | 10,9    | 11,3    | 11,9    | 12,3    | 12,6    | 12,8    | 12,8     |

## Produkte und Vertrieb
Die VHV bietet u. a. verschiedene Kompositversicherungen aus den Bereichen Sach-, Haftpflicht-, Unfall- sowie technische Versicherungen und Kraftfahrzeugversicherungen an. Versichert werden auch erneuerbare Energiequellen wie private und gewerbliche Solaranlagen. Darüber hinaus werden Kautions- bzw. Kreditversicherungen vertrieben sowie Produkte zur Absicherung biometrischer Risiken u. a. Risikolebensversicherungen und Berufsunfähigkeitsversicherungen sowie Rechtsschutzversicherungen und „Cyberversicherungen“. Ferner bietet die VHV als einziger deutscher Versicherer eine zehnjährige Gewährleistungsversicherung (sog. R.C. Décennale) nach französischem Recht an. Über die VHV Allgemeine und VHV Reasürans werden zudem verschiedene Rückversicherungsprodukte z. B. fakultative Rückversicherungsdeckungen angeboten.
Diese Produkte vertreibt der Konzern über verschiedene Vertriebswege:
- über den Vermittlerweg (VHV Allgemeine Versicherung AG, Hannoversche Leben und VAV Versicherungen); insgesamt arbeitet die VHV mit über 14.000 Vermittlern zusammen.[58]
- über den Direktvertrieb (Hannoversche)
- über einen Spezialvertrieb für Kunden der Bauwirtschaft (VHV Allgemeine Versicherung AG und VAV Versicherungen)

In den Jahren 2015, 2017, 2018 und 2019 zählte die VHV zu den beliebtesten Marken der Deutschen in der Kategorie Versicherungen.

## Rechtsform
Die VHV Gruppe besteht aus der Muttergesellschaft, der VHV a. G. und ihren Tochtergesellschaften. Die Rechtsform der Mutter lautet Versicherungsverein auf Gegenseitigkeit (kurz: VVaG). Besonderheit dieser Rechtsform ist es, dass die Versicherten des Versicherungsvereins selbst die Vereinsmitglieder sind. Aktionäre gibt es nicht und somit muss auch keine Dividende finanziert werden. Gewinne verbleiben im Unternehmen bzw. kommen den Versicherten zugute. Die VHV-Tochtergesellschaften sind Aktiengesellschaften (kurz: AG), deren Anteile sich zu 100 Prozent im Besitz der Muttergesellschaft befinden.

## Tochtergesellschaften
Die VHV ist ein Mehrmarkenkonzern. Das operative Versicherungsgeschäft wird von den Konzerngesellschaften der VHV Gruppe betrieben, die in klar definierten Teilmärkten eigenständig auftreten. Folgende wesentliche Unternehmen gehören zur VHV-Gruppe:
- VHV Vereinigte Hannoversche Versicherung a. G, Hannover: Die Muttergesellschaft des Konzerns ist als Versicherungsverein auf Gegenseitigkeit organisiert.
- VHV Holding AG, Hannover: steuert die strategische Entwicklung und Ausrichtung des Konzerns.
- VHV Allgemeine Versicherung AG, Hannover: Die Kompositgesellschaft bezeichnet sich als einer der größten deutschen Auto- und Haftpflichtversicherer und hat eine starke Stellung im Segment der Bauwirtschaft.[40]
- VHV Reasürans AŞ, Istanbul:[64] Türkisches Rückversicherungsunternehmen, welches fakultative und obligatorische Rückversicherungslösungen im Markt anbietet.
- VHV Allgemeine Sigorta AŞ, Istanbul: Türkisches Erstversicherungsunternehmen mit Schwerpunkt im Segment der Bau- und Haftpflichtversicherungen.[65]
- Hannoversche Lebensversicherung AG, Hannover: Deutsches Lebensversicherungsunternehmen, welches schwerpunktmäßig in Deutschland und Österreich tätig ist und sich auf die Absicherung von biometrischen Risiken spezialisiert hat.
- Hannoversche Direktversicherung AG: 2017 auf die VHV Allgemeine Versicherung AG verschmolzen.[66]
- WAVE Management AG, Hannover: Die WAVE Management AG ist die Kapitalanlagegesellschaft für die Gruppe.
- VHV solutions GmbH, Hannover: Die VHV solutions GmbH (ehemals: VHV is) übernimmt die standardisierte Vertrags- und Schadenbearbeitung innerhalb der Gruppe.
- VVH Versicherungsvermittlung Hannover GmbH, Hannover: Überregionaler Versicherungsmakler mit Sitz in Hannover, welcher Lösungen für Privatkunden und Gewerbekunden anbietet. Dazu zählen auch Krankenversicherungs- und Lebensversicherungsprodukte.
- VHV informatyka, Warschau: Konzerninterner IT-Dienstleister mit Sitz in Warschau.[67]
- Gipa Gruppe, Paris: Weltweit führendes Dienstleistungsunternehmen im Bereich Automotive Aftermarket mit Standorten in über 30 Ländern u. a. Japan, Südkorea, Argentinien und Spanien
- Hannoversche-Consult GmbH, Hannover: Die Gesellschaft ist auf die Erstellung versicherungsmathematischer Gutachten spezialisiert.
- VHV Dienstleistungen GmbH
- VHV International SE, Hannover: Die 2023 gegründete Gesellschaft steuert das internationale Geschäft und gibt die strategischen Rahmenbedingungen vor.
- Olimpia MGA S.r.l., Rom (50 Prozent Beteiligung): Italienischer Makler spezialisiert auf Berufshaftpflichtversicherungen und Bürgschaftsgeschäft.[68]
- VHV Vermögensanlage AG[69]
- VAV Versicherungs-AG, Wien: Der österreichische Schaden- und Unfallversicherer wurde 1973 gegründet.[70]
- Pensionskasse der VHV Versicherungen
- Hannoversche Direktvertriebs-GmbH[71]
- Hanno-Pension-Versorgungs-Management e. V. (Unterstützungskasse der VHV)
- Security Versicherungsmakler GmbH, Essen: Bundesweit tätige, mittelständische Maklergesellschaft
- Rhein-Ruhr-Vermögensverwaltungsgesellschaft mbH
- Digital Broking GmbH, Hannover: Die Gesellschaft stellt ein kostenfreies, webbasiertes Maklerverwaltungsprogramm für Maklerbüros zur Verfügung, richtet es an den Bedürfnissen der Makler aus und entwickelt es kontinuierlich weiter. 2019 hat die Software aufgrund der intuitiven Benutzerführung den Red Dot Award gewonnen.[72] Das Programm gehört zu den meist genutzten Lösungen im Markt.
- Trustlog GmbH, Hamburg (50 Prozent Beteiligung): Das Joint Venture wurde 2020 von der VHV mit der R+V Versicherung gegründet, um den Bürgschaftsprozess von der Beantragung bis zur Rückgabe zu digitalisieren.[73]
- Eucon Gruppe, Münster: Digitalisierungsdienstleister mit Standorten in Münster, Atlanta, Toronto und Shanghai.[74] Das Unternehmen hat u. a. den Digital Champions Award des Magazins Wirtschaftswoche gewonnen.[75]
- InterEurope AG, Düsseldorf: Internationales Dienstleistungsunternehmen mit Standorten u. a. in Spanien, Frankreich, Österreich, Portugal, Italien und einem Schwerpunkt im Bereich Regulierung von Kraftfahrt-, Transportschäden und weltweiten Rechtsschutzfällen.
- VHV digital service AG, Hannover: Die Holding Gesellschaft steuert das versicherungsnahe Geschäft und die dafür entwickelten digitalen Lösungen in der VHV Gruppe.[76]
- VHV Italia Assicurazioni S.p.A., Belluno[77]: Italienischer Erstversicherer mit Schwerpunkten in den Bereichen Kfz-, Hausrat- und Unfallversicherung
- Hand schafft Wert GmbH, Köln (50 Prozent Beteiligung)[78]: Joint Venture mit dem Ziel Wertschöpfung und digitale Lösungen für das Handwerk anzubieten.

## Stiftung
Durch eine Stiftung fördert die VHV seit dem 1. Dezember 2014 Projekte in den Bereichen Bildung, Integration, Kultur und Wissenschaft in der Region Hannover.
Stiftungsziel ist es entsprechend den Unternehmenswerten Menschlichkeit und Fairness einerseits sowie Respekt, Leistung und Zielorientierung andererseits in der Gemeinschaft voranzubringen. Das Stiftungsvermögen beträgt über 70 Millionen Euro.

## Leitung
Der Vorstandsvorsitzende ist seit 2022 Thomas Voigt; seit 2023 ist Uwe H. Reuter Aufsichtsratsvorsitzender.